# Marinestützpunktkommando Warnemünde
Das Marinestützpunktkommando Warnemünde   (MStpKdo Warnemünde) ist eine Dienststelle der Deutschen Marine im Rostocker Ortsteil Hohe Düne. Es untersteht der Einsatzflottille 1 in Kiel.

## Geschichte
Nach der Aufstellung des Marinekommando Rostock im Jahr 1990 wurde zum Anfang des Jahres 1991 das Marinestützpunktkommando Warnemünde aufgestellt.
Von 1994 bis 2001 bildete der Marinestützpunkt Warnemünde eine eigenständige Dienststelle unter dem Marineabschnittskommando Ost (MAKdo Ost).
Mit dessen Auflösung 2001 wechselte die Unterstellung zunächst zum Marineabschnittskommando West und nach dessen Außerdienststellung 2003 zum Marinestützpunktkommando Wilhelmshaven. Seit dem 1. Juli 2006 untersteht das Marinestützpunktkommando Warnemünde der Einsatzflottille 1 in Kiel.

## Kommandeure (Auswahl)
- Kapitän zur See Michael Kämpf: 1991
- Kapitän zur See Rupert Bischoff: von 1991 bis 1994
- Fregattenkapitän Helmut Greve: von September 2002 bis Juli 2005
- Fregattenkapitän Nikolaus Träuptmann: ab Juli 2005